# SPQG
L'acronimo SPQG è stato ricalcato dal più celebre SPQR e si può trovare, ad esempio, negli stemmi ufficiali dei comuni di Zagarolo (dal latino Senatvs PopvlvsQve Gazarolensis) e di Genzano di Roma (dal latino Senatvs PopvlvsQve Genzanum).

## Descrizione
Lo stemma rappresenta l’unione del Comune e del popolo per il bene comune, ed è solitamente riprodotto insieme agli stemmi stessi delle città: nel caso di Zagarolo tre colli d’oro in campo azzurro, in riferimento alla collocazione del territorio sui Colli dei Castelli Romani; nel caso di Genzano di Roma, invece, uno scudo a sfondo azzurro con la corona a indicare la famiglia nobiliare e due rami raffiguranti l’ulivo e la quercia all’estremità inferiore, che simboleggiano rispettivamente la pace e la forza.

## Galleria d'immagini

Stemma di Zagarolo
Stemma di Genzano